# Svetlana Shkolina
Svetlana Vladimirovna Shkolina (em russo:  Татьяна Викторовна Лысенко; Yartsevo, 9 de março de 1986) é uma atleta russa, especialista no salto em altura.
Nos Jogos Olímpicos de Londres 2012 obteve a medalha de bronze e no Campeonato Mundial, realizado no seu país em 2013, foi a campeã, obtendo a medalha de ouro. No entanto acabou desclassificada pelo Tribunal Arbitral do Esporte em 1 de fevereiro de 2019 como punição a casos retroativos de doping, tendo todos seus resultados obtidos entre julho de 2012 e julho de 2015 anulados.